# الرهوة (خنفر)

تعديل مصدري - تعديل

الرهوه هي إحدى قرى عزلة جعار بمديرية خنفر التابعة لمحافظة أبين، بلغ تعداد سكانها 158 نسمة حسب تعداد اليمن لعام 2004.